# Magyar Bálint (politikus)
Magyar Bálint (Budapest, 1952. november 15. –) magyar szociológus, politikus, volt oktatási miniszter, az SZDSZ alapító tagja, 1998-tól 2000-ig a párt elnöke.

## Családja
Polgári származású családban született. Apja, Magyar Bálint (1910–1992) film- és színháztörténész, színházigazgató, anyja, a kolozsvári zsidó származású Siklós Olga (1926–2006) dramaturg. Apai nagyszülei Magyar Elek (1875–1947) lapszerkesztő, újságíró, és a nemesi származású fajkürthi és kolthai Kürthy Berta (1884–1915) voltak. Kürthy Bertha nagyapja, szemerei Szemere Bertalan (1812–1869) miniszterelnök volt. Anyai nagyszülei Schwarcz Dezső és Klein Róza voltak, akik 1928-ban Budapestre költöztek. Édesanyja sárga csillagos képét mindig magánál hordja. Egy interjúban felidézte, hogy vállalja zsidóságát, ha „olyan helyzetbe kerül”. Egy testvére van, Magyar Fruzsina dramaturg, Mécs Imre országgyűlési képviselő felesége. Nős, 1993 óta felesége Hodosán Róza szociológus, korábban SZDSZ-es országgyűlési képviselő. Egy gyermek édesapja, Annamária lánya 1993-ban született.

## Pályája
A budapesti Fazekas Mihály Fővárosi Gyakorló Gimnáziumban érettségizett. 1977-ben szerzett tanár- és szociológus diplomát történelem és szociológia szakon az ELTE Bölcsészettudományi Karán (ELTE-BTK), mellyel párhuzamosan két félévet a Közgazdasági Egyetemen is tanult.
1977-től 1981-ig az MTA Világgazdasági Kutató Intézet Kelet-Európai Osztályának munkatársa volt.
1979-ben kapcsolatba került az ellenzéki csoportokkal, ezt követően részt vett a Demokratikus Ellenzék számos megmozdulásában. 1980-ban doktori címet szerzett az ELTE Állam- és Jogtudományi Karon. 1981-ben lengyelországi „tanulmányútja” közben kiutasították, majd az állásából elbocsátották. Ez évben Hankiss Elemér értékszociológiai műhelyében tudományos munkatársként tevékenykedett. 1981 és 1985 között összekötő volt az illegálisan megjelenő Beszélő szerkesztősége és nyomdája között. 1982 és 1989 között a Medvetánc című folyóirat egyik szerkesztője volt. 1982-től 1987-ig a Szövetkezeti Kutató Intézetben, majd 1988–1990 között a Pénzügykutató Rt.-nél tudományos munkatársként dolgozott.
1988. május 1-jén a Szabad Kezdeményezések Hálózata megalapítóinak egyike volt, később a demokratikus ellenzék párttá szervezését irányította. A Rendszerváltás Programjának egyik kialakítója, az Ellenzéki Kerekasztal egyik szabad demokrata képviselője volt. 1990-ben és 1994-ben az SZDSZ országgyűlési választási kampányfőnöke. 1990–2010 országgyűlési képviselő. 1996 januárja és 1998 júliusa között Horn Gyula kormányában művelődési és közoktatási miniszter volt. 1998 júniusától 2000 decemberéig az SZDSZ elnöke, a Liberális Internacionálé alelnöke volt. 2002. május 27-étől töltötte be ismét az oktatási miniszteri posztot, 2006. június 7-éig. 2006 júliusától a Nemzeti Fejlesztési Tanács és a Fejlesztéspolitikai Irányító Testület alelnöke. 2007. január 1-je óta a Miniszterelnöki Hivatal államtitkára. 2008-ban az Európai Innovációs és Technológiai Intézet (EITI) igazgatótanácsának tagjelöltje volt. 2009-ben kilépett az SZDSZ-ből, de továbbra is a párt frakciójában maradt, majd többekkel megalapította a Szabadelvű Polgári Egyesületet.
…amit politikusként véghez vittem vagy aminek részese lehettem, azt nagyjából ledózerolták. Ennyiben, ami az országgal történik, az fokozottan a személyes történetem is.

## Publikációi
- 1980 – A lengyel mezőgazdaság 1945 utáni történetét feldolgozó könyvével egyetemi doktori címet szerzett.
- 1986 – Dunaapáti 1944–1958[9] című dokumentum szociográfiáját a Magyar Szociológiai Társaság Erdei Ferenc-díjjal jutalmazta.
- 1988 – A Dunánál című (Schiffer Pállal közösen készített) dokumentumfilmje a Magyar Játékfilmszemlén a társadalmi zsűri különdíját, majd a kritikusok díját is elnyerte.
- A Dunánál. Dunapataj, 1944–1958. Dokumentumszociográfia, 1-2.; ÚMK–Jelenkutató Alapítvány, Budapest, 2007 + CD-ROM, DVD
  - 1. 1944–1952
  - 2. 1953–1958
- 2013 – Magyar polip. A posztkommunista maffiaállam; összeáll., szerk., bev. Magyar Bálint, társszerk. Vásárhelyi Júlia; Noran Libro, Bp., 2013
- Magyar polip. A posztkommunista maffiaállam 2.; összeáll., szerk., bev. Magyar Bálint, társszerk.Vásárhelyi Júlia; Noran Libro, Bp., 2014
- Magyar polip. A posztkommunista maffiaállam 3.; összeáll., szerk. Magyar Bálint, társszerk. Vásárhelyi Júlia; Noran Libro, Bp., 2015
- A magyar maffiaállam anatómiája; Noran Libro, Bp., 2015 (angolul is)
- Magyar Bálint–Madlovics Bálint: A posztkommunista rendszerek anatómiája. Egy fogalmi keret; Noran Libro, Budapest, 2021
- Magyar Bálint–Madlovics Bálint: Kis posztkommunista rendszerhatározó. Aktorok, intézmények, dinamika; előszó Sz. Bíró Zoltán; Kalligram, Budapest, 2022